# 恒久平和のために人民民主主義のために!

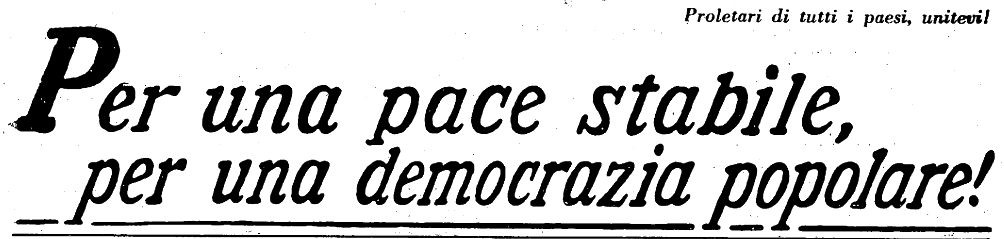
イタリア語版の題字

恒久平和のために人民民主主義のために!（こうきゅうへいわのためにじんみんみんしゅしゅぎのために）または恒久平和と人民民主主義のためにとは、共産党・労働者党情報局（コミンフォルム）の機関紙。

## 概要
創刊号は1947年11月1日にユーゴスラビアの首都ベオグラードにおいて出版された。ベオグラードにおいて発行された最後の号は、1948年6月に発行された。第2回コミンフォルム会議で編集局をベオグラードから移転することが決定し、1948年7月からルーマニアのブカレストにおいて発行された。
毎週発行され、英語（For a Lasting Peace, for a People's Democracy!）、フランス語（Pour une paix durable, pour une democratie populaire! ）、ロシア語（ За прочный мир, за народную демократию! ）、ブルガリア語（ За траен мир, за народна демокрация! ）、ドイツ語（ Für dauerhaften Frieden, für Volksdemokratie! ）、スペイン語（ ¡Por una paz duradera, por una democracia popular! ）、チェコ語（ Za trvalý mír, za lidovou demokracii! ）、ハンガリー語（ Tartós békéért, népi demokráciáért! ）とポーランド語（ O trwały pokój, o demokrację ludową! ）の各言語の版があった。同紙は共産党間の交流の促進を目的としていた。当初はセルビア・クロアチア語版もあった（ Za trajan mir, za narodnu demokratiju!）。
1951年の初めにフランス政府によって発行が禁止され、その後、『平和と民主主義』（Paix et démocratie）というタイトルの新しいフランス語版がフランスで出版された。
『恒久平和のために人民民主主義のために!』の発行は1956年4月に終了した。

## 日本共産党との関係
1950年1月6日に、コミンフォルムは『恒久平和のために人民民主主義のために!』で「日本の情勢について」と題するオブザーバー署名論文を掲載し、当時の日本共産党の平和革命戦術を批判した。これを受けて日本共産党は所感派と国際派に分裂し、さらには51年綱領の採択や武装闘争への傾倒をもたらすこととなった。
不破哲三は、ソ連が編集権を握る『恒久平和のために人民民主主義のために!』をコミンフォルムが発行することで、スターリンの思うままに各国共産党に指図できる体制が築かれていたと指摘している。